# Ведмежий острів (Ладозьке озеро)
Ведме́жий (рос. Медвежий) — невеликий острів у Ладозькому озері. Належить до групи Західних Ладозьких шхер. Територіально належить до Приозерського району Ленінградської області, Росія.
Витягнутий із північного заходу на південний схід, причому західна частина є досить потовщеною. Довжина 1,2 км, ширина 0,2-0,7 км.
Розташований в затоці Лехмалахті, на південний захід від острова Монтоссарі. Берегова лінія порізана, утворює багато заток та півостровів. Весь вкритий лісами.
| Росія | Це незавершена стаття з географії Росії. Ви можете допомогти проєкту, виправивши або дописавши її. |